# Afrikai aranymacska
Az afrikai aranymacska (Caracal aurata, korábban Profelis aurata) a ragadozók (Carnivora) rendjébe, azon belül a macskafélék (Felidae) családjába tartozó faj.

## Előfordulása
Az afrikai aranymacska Szenegáltól a Közép-afrikai Köztársaságig, Kenyáig, egészen Angola északi részéig terjedt el. Trópusi esőerdőkben él a tengerszinttől a 3000 m-es magasságig. A sűrű, nedves erdőt kedveli, sűrű aljnövényzettel, többnyire a folyók közelében, de bambuszerdőkben és magas lápréteken is előfordul.

## Rendszertani helyzete, alfajai
- Caracal aurata aurata – Kongó-medence
- Caracal aurata celidogaster – Nyugat-Afrika

Az afrikai aranymacskát Coenraad Jacob Temminck holland zoológus írta le Felis aurata néven, 1827-ben. 1858-ban Nikolai Severtzov egy-két másik fajjal együtt a Profelis nembe helyezte át. 1917-ben Reginald Innes Pocock az ázsiai aranymacskát (Catopuma temmincki) is besorolta a Profelis nembe.
A filogenetikai elemzésekből kiderült, hogy az afrikai aranymacska szoros rokonságban áll a karakállal (Caracal caracal) és a szervállal (Leptailurus serval); ez a fejlődési vonal 8,5 millió évvel ezelőtt alakult ki. A szoros rokonság miatt az afrikai aranymacskát ma már a Caracal nembe sorolják. 
Az afrikai aranymacska hasonlít az ázsiai aranymacskára, de a vizsgálatok azt igazolják, hogy ennek oka a konvergens evolúció.

## Megjelenése
Szőrzetének színe változatos. Az afrikai aranymacska bundájának színe a gesztenye- vagy vörösesbarna, vagy szürkésbarna. Egyes egyedek foltosak, de vannak egyszínű szőrzetűek is. Megfigyeltek már fekete vagy szürkés változatokat is. Más példányokon a foltok a hasra és a lábak belső részére korlátozódnak. Hasa és a szem körüli részek, arca, álla és torka színe világosabb vagy majdnem fehér. Farka felül sötétebb, mintázata erősen vagy enyhén sávozott, mintázatlan, vége fekete. Az elterjedési terület nyugati részein élő macskák általában foltosabbak, mint a keleti régióban. Két színváltozatáról, a vörös és a szürke változatokról egykor úgy gondolták, hogy külön fajokhoz tartoznak, nem pedig ugyanazon faj színváltozatai.
Testhossza általában 61–100 cm, farkának hossza 16–46 cm, marmagassága körülbelül 38–55 cm. A hímek súlya 11–14 kg, az egyetlen nőstény, melynek súlyát megmérték 6,2 kg volt. Megjelenésében hasonlít a karakálra, de fülei rövidebbek, farka hosszabb, pofája rövidebb és kerekebb. 
Elterjedéstől függően kétféle jellegzetes pettymintázata van. A keleti változat esetében a pettyek vagy csak az állat alsó felén jelennek meg, vagy a hason elhelyezkedő, alig kivehető egy-két pettytől eltekintve nincs pettymintázat. A nyugati vagy teljes testén pettyezett, vagy csak egy néhány petty látható a háton és a nyakon, valamint egy néhány nagyobb folt a macska oldalán.

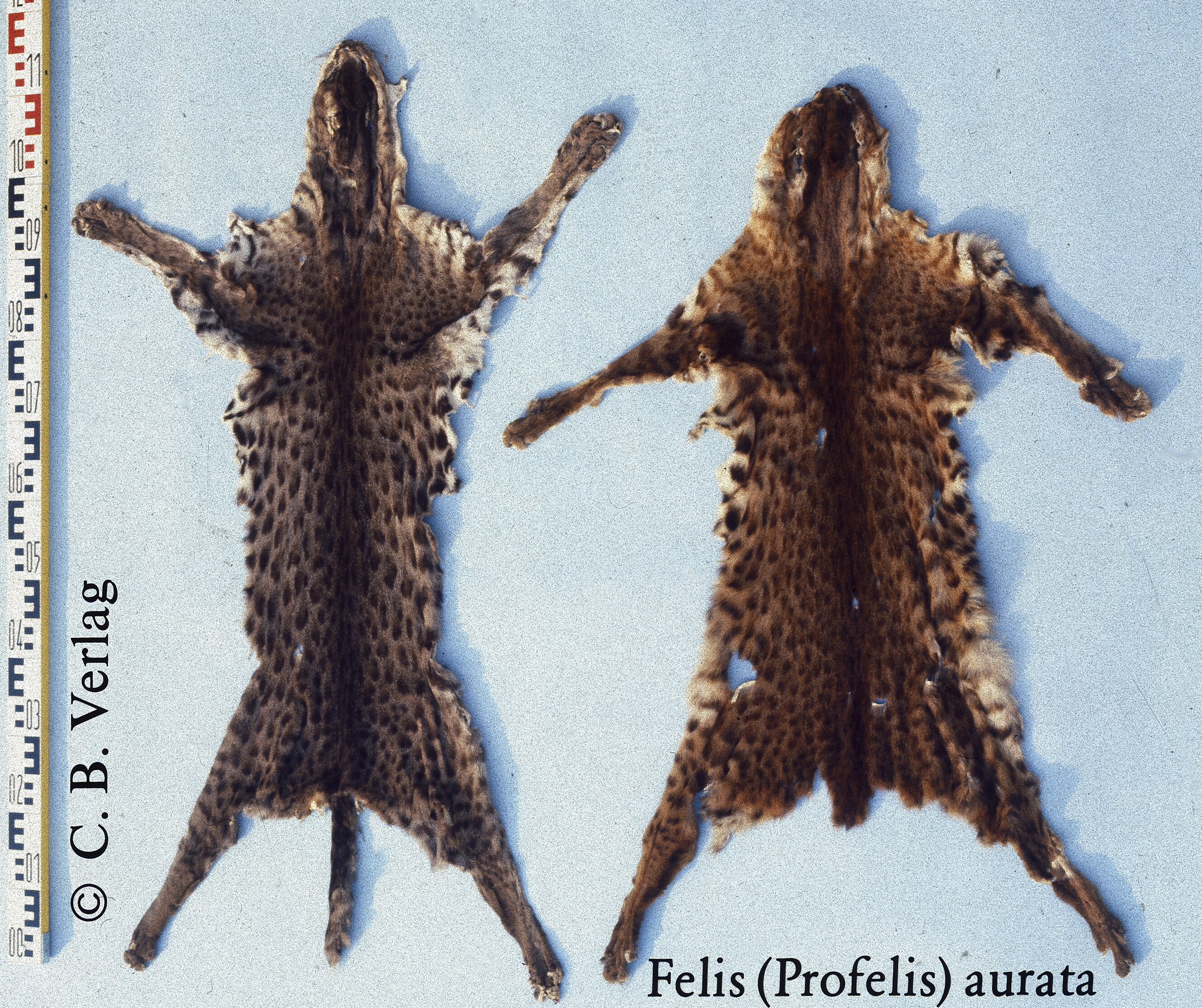
Szőrméi

## Életmódja
Az afrikai aranymacska képes fára mászni, de elsősorban a földön vadászik. Zsákmányai főleg rágcsálók, madarak és a kisebb majmok. Vadászik a bóbitásantilopokra és még az erdei disznóra is. Rendkívül rejtőzködő életmódja miatt még nem sokat tudunk erről a macskaféléről. Magányos állatok, általában  éjszakai életmódúak, bár megfigyelték őket nappal is vadászni, a helyi zsákmányállatoktól függően.

## Szaporodása
Rejtőzködő életmódja miatt szaporodási szokásai sem túl ismertek. A helyiek beszámolói alapján az afrikai aranymacska mindig egy utódnak ad életet, állatkertekben azonban többször megfigyelték már ikrek világra jövetelét. Vemhességi ideje 75-78 nap, a kölyök 200 g körüli testsúllyal születik. Szemük a születés után egy héten belül kinyílik, és 6-8 hetesen választják el őket. Más kismacskákhoz képest gyorsan fejlődnek és nőnek. A hímek 20 hónapos korukra, a nőstények 11 hónapos korukra lesznek ivarérettek. 
Az afrikai aranymacska fogságban körülbelül 15 évig él.

## Természetvédelmi helyzete
Vadászata tizenkét afrikai államban tilos, ezekben az államokban teljes védettséget élvez. Egyes beszámolók szerint az afrikai aranymacskák néha a tyúkólakba is bejutnak, ezáltal kárt okoznak az állattartóknak. Egyes pigmeus törzseknél szőrüket ruházkodásra használják, farkukat pedig talizmánként viselik. Élőhelye az erdőirtás, bányászat, útépítés miatt csökken; az IUCN sebezhető fajként tartja számon. 

## Fordítás
- Ez a szócikk részben vagy egészben  az   African Golden Cat című angol Wikipédia-szócikk ezen változatának fordításán alapul.  Az eredeti cikk szerkesztőit annak laptörténete sorolja fel. Ez a jelzés csupán a megfogalmazás eredetét és a szerzői jogokat jelzi, nem szolgál a cikkben szereplő információk forrásmegjelöléseként.